# فایت (آلاباما)
فایت (به انگلیسی: Fayette) شهری در شهرستان فایت ایالت آلاباما است که مساحت آن ۲۲٫۳۶ کیلومتر مربع است و در سرشماری سال ۲۰۱۰ میلادی، ۴٬۶۱۹ نفر جمعیت داشته و تراکم جمعیتی آن، ۲۰۶٫۵۷ نفر در هر کیلومتر مربع بوده است.